# Lillian Hellman
Lillian Hellman (Nova Orleans, 20 de junho de 1905 — Tisbury, Massachusetts, 30 de junho de 1984) foi uma escritora norte-americana.

## Biografia
Lillian estudou na Universidade de Nova Iorque, cidade onde viveu parcialmente desde os cinco anos de idade, intercalando temporadas semestrais com Nova Orleans (ela tinha vida escolar em ambas as cidades). Trabalhou no jornal New York Herald Tribune, como crítica literária, até 1930. No mesmo ano começou a trabalhar como leitora de roteiro para a Metro-Goldwyn-Mayer, em Hollywood, selecionando os roteiros que deveriam ser lidos pelos produtores do estúdio.
The Children's Hour foi seu primeiro texto para o teatro e estreou na Broadway em 1934. A peça trata de uma falsa acusação de relação homossexual entre duas professoras de uma escola para meninas, e fez estrondoso sucesso na Broadway, embora tenho sido proibida em cidades como Boston, Chicago e Londres.
Uniu-se a intelectuais como Dashiell Hammett (que foi seu marido por trinta anos), Clifford Odets, John dos Passos, Ernest Hemingway e Arthur Miller no combate ao nazismo.
Em 1939, escreveu The Little Foxes, que também foi sucesso de público e crítica. A própria Lillian adaptou o texto para o cinema. O filme, dirigido por William Wyler, foi lançado em 1941, ganhou o nome de Pérfida e tinha Bette Davis no papel da personagem Regina Giddens. Em seguida, escreveu duas peças antinazistas, Watch on the Rhine, em 1941, e The Searching Wind, em 1944. Em 1946, escreveu Another Part of the Forest. No Brasil, The Little Foxes foi encenada algumas vezes e também adaptada para a televisão. A encenação mais recente é de 2004, com o título As Pequenas Raposas, tendo Beatriz Segall no papel de Regina Giddens e Sérgio Britto no papel de Horace Giddens.
Em 1951, Lillian e Hammett foram chamados para depor na Comissão Parlamentar de Inquérito sobre Atividades Antiamericanas. Dashiell foi preso por seis meses, depois de se recusar a delatar os colegas. Ele e Lillian foram colocados na lista da caça às bruxas, promovida por Joseph McCarthy durante os anos 50. Ela escreveria sobre o episódio e as consequências dele em sua vida em 1976, no livro Scoundrel Time (literalmente: Tempo Canalha; na tradução para português, recebeu o título de A Caça Às Bruxas).
Em 1977, Fred Zinnemann dirigiu o  filme Julia, ganhador de três prêmios Oscar e baseado no conto Julia, parte integrante de Pentimento - A Book of Portraits (na tradução para português, recebeu o título de Pentimento: Um Livro de Retratos), escrito por Lillian em 1973.

## Peças originais
- 1934 - The Children's Hour
- 1936 - Days to Come
- 1939 - The Little Foxes
- 1941 - Watch on the Rhine
- 1944 - The Searching Wind
- 1946 - Another Part of the Forest
- 1951 - The Autumn Garden
- 1963 - Toys in the Attic

## Peças adaptadas
- 1949 - Montserrat (baseada na peça homônima de Emmanuel Roblès)
- 1955 - The Lark (adaptação de L'Alouette, de Jean Anouilh)
- 1956 - Candide (baseada na obra homônima de Voltaire)
- 1963 - My Mother, My Father and Me (baseada na peça How Much, de Burt Blechman)

## Autobiografias
- 1969 - An Unfinished Woman
- 1973 - Pentimento: A Book of Portraits
- 1976 - Scoundrel Time
- 1980 - Talvez - no original Maybe: a story

## Roteiros para cinema
- 1935 - The Dark Angel
- 1936 - These Three (baseado em sua peça The Children´s Hour) - Sobre essa adaptação, é importante ressaltar que se trata da versão heteronormatizada da história original da peça. Isso porque na peça The Children´s Hour as personagens Karen e Martha, professoras de um colégio para meninas, são acusadas de terem um relacionamento lésbico. Para a versão fílmica, devido ao Código Hays, Hellman foi obrigada a transformar a acusação de lesbianismo em um triângulo amoroso que envolvia Karen, seu noivo Joe e Martha, que se apaixonou pelo noivo da amiga. O diretor do filme, William Wyler, só foi conseguir filmar a versão integral em 1961, usando o título homônimo da peça.[1]
- 1937 - Dead End
- 1941 - The Little Foxes (baseado em sua peça homônima)
- 1943 - The North Star
- 1946 - The Searching Wind (baseado em sua peça homônima)
- 1961 - The Children's Hour
- 1966 - The Chase